# Synagoge (Windesheim)
Die Synagoge in Windesheim wurde in der 2. Hälfte des 19. Jahrhunderts in der Waldhilbersheimer Straße 18 errichtet. Bei den Novemberpogromen 1938 wurde die Synagoge verwüstet. Im November 1938 erfolgte der Zwangsverkauf an einen Privatmann. 1982 wurde die Synagoge wegen Baufälligkeit abgerissen.

## Synagoge
Bereits vor der Mitte des 19. Jahrhunderts gab es einen Betraum, der in einem Privathaus untergebracht war. In der Mitte des 19. Jahrhunderts wurde dann die Synagoge in der Waldhilbersheimer Straße 18 errichtet. Es handelte sich um einen giebelständigen Putzbau. In der zur Straße hin gelegenen Nordwand besaß das Gebäude zwei große Rundbogenfenster sowie oben, mittig im Giebel ein Rundfenster. Der Eingang lag auf der Westseite des Gebäudes. Die Synagoge verfügte über eine Frauenempore. Bei den Novemberpogromen 1938 wurde die Inneneinrichtung der Synagoge verwüstet. Am 29. November 1938 musste die jüdische Gemeinde die Synagoge zwangsweise für 2100 RM an einen Privatmann verkaufen. Im Sommer 1982 strebte die zuständige Untere Denkmalschutzbehörde des Landkreises Bad Kreuznach die Einstufung der Synagoge als Baudenkmal an. Im Dezember 1982 teilte die Verbandsgemeindeverwaltung Langenlonsheim der Behörde mit, dass bei versuchten Renovierungsarbeiten die Synagoge wegen Baufälligkeit abgerissen worden sei.

## Jüdische Gemeinde Windesheim
Die Zahl der jüdischen Gemeindemitglieder blieb von der Mitte des 19. Jahrhunderts bis in die 1920er Jahre annähernd konstant. Die Gemeinde verfügte über eine Religionsschule. Ob die Gemeinde eine eigene Mikwe besaß und ob ein Lehrer eingestellt war, ist nicht bekannt. Die Verstorbenen wurden auf dem jüdischen Friedhof in Windesheim beigesetzt. Ab 1933, nach der Machtergreifung Adolf Hitlers, wurden die jüdischen Einwohner immer mehr entrechtet. Zudem kam es immer wieder zu antijüdischen Aktionen, die in den Novemberpogromen 1938 ihren Höhepunkt fanden. Dies hatte zur Folge, dass viele jüdische Familien die Gemeinde verließen. Die letzten jüdischen Einwohner wurden 1942 deportiert.

### Entwicklung der jüdischen Einwohnerzahl
| Jahr | Juden | Jüdische Familien | Bemerkung |
| ---- | ----- | ----------------- | --------- |
| 1808 | 14    |                   |           |
| 1843 | 32    |                   |           |
| 1858 | 35    |                   |           |
| 1895 | 38    |                   |           |
| 1895 | 43    |                   |           |
| 1925 | 32    |                   |           |
| 1933 | 30    |                   |           |
| 1939 |       | 5                 |           |

Quelle: alemannia-judaica.de; jüdische-gemeinden.de
Das Gedenkbuch – Opfer der Verfolgung der Juden unter der nationalsozialistischen Gewaltherrschaft 1933–1945 und die Zentrale Datenbank der Namen der Holocaustopfer von Yad Vashem führen 22 Mitglieder der jüdischen Gemeinschaft Windesheim (die dort geboren wurden oder zeitweise lebten) auf, die während der Zeit des Nationalsozialismus ermordet wurden.